# Xylografi
Xylografi er en højtryksteknik, formentlig opfundet af Thomas Bewick (1753-1828).
Teknikken blev anvendt i 1800-tallets finere bogillustrationer. Teknikken bygger på samme princip som træsnittet, men i stedet for længdetræ anvendes stokke af endetræ af en hård træsort (som buksbom eller kristtorn). Hermed opnås et finere resultat end med træsnit. Teknikken blev meget anvendt i Illustreret Tidende.